# 중국의 소수민족
중국의 소수민족(중국어: 中国的少数民族)에서는 중화인민공화국(이하, 중국) 정부가 규정한, 국민의 약 91%를 차지하는 한족 이외의 소수민족 정책에 의해 분류된 "소수민족"에 대한 문서이다.

## 같이 보기
- 중국의 이민족